# Alexandru D. Xenopol
Alexandru Dimitrie Xenopol (n. 23, după alte surse 24 martie 1847, Iași – d. 27 februarie 1920, București) a fost un istoric, filosof, economist, pedagog, sociolog și scriitor român. Este autorul primei mari sinteze a istoriei românilor. S-a distins și ca un filozof al istoriei de talie mondială, fiind considerat printre cei mai mari istorici români, alături de elevul său, Nicolae Iorga. A fost profesor de istorie la Universitatea din Iași și membru al Academiei Române.

## Biografie
Alexandru Dimitrie Xenopol s-a născut la Iași, pe data de 23 martie 1847 (după alte surse, pe 24 martie 1847), fiind fiul lui Dimitrie Xenopol, care ar fi fost de origine anglo-saxonă. Iată ce spunea chiar Alexandru D. Xenopol:
„Sunt născut în 23 martie 1847 în Iași, mahalaua Păcurari în niște case de zestre ale mamei mele... Tatăl meu Dimitrie Xenopol se trăgea din o veche familie anglo-saxonă, după tată Brunswick, după mamă Smith. El a rătăcit în tinerețe, în urma unei dureri sufletești, prin Suedia, pe mare până la Constantinopole, de unde venise la Galați. Aici fu botezat de colonelul Schelety, tatăl generalului Carol Scheleti, care-i dădu numele de Dimitrie și-i schimbă tot odată și familia din Brunswick în Xenopol, adică „fiul străinului”.”—Alexandru D. Xenopol, Istoria ideilor mele
Iacob Negruzzi și Neagu Djuvara menționează ipoteza originii evreiești a tatălui lui Xenopol, Dimitrie Xenopol, care era supus britanic și grec și de religie protestantă.
Dimitrie Xenopol a lucrat ca dragoman (traducător) în serviciul Consulatului Prusiei în Moldova, apoi ca profesor privat al copiilor banului Iordache Ruset la Bacău, ca administrator al unui internat și director de penitenciar la Iași. Mama istoricului, Maria (născută Vasiliu), era de origine greco-română. Soții Xenopol au avut șase copii: Alexandru, Filip, Maria, Nicolae, Lucreția și Adela.
După absolvirea liceului în orașul natal, și-a completat studiile universitare de filosofie, drept și istorie (1867 - 1871), culminând cu obținerea doctoratului în drept la Berlin și a celui în filosofie la Giessen, în același an, 1871. În ambele sale lucrări de susținere a disertației de doctor, Alexandru Xenopol se arată a fi un adept al modelelor de drept, filozofice și istorice propuse de savanții germani.
Cu ocazia împlinirii a patru secole de la ctitorirea Mănăstirii Putna, s-a hotărât ca această aniversare să fie marcată de ample acțiuni religioase și culturale. Cu trei săptămâni înainte de prăznuire (care trebuia să aibă loc la 15 august 1870) a început războiul franco-prusac, Imperiul Austriac (de care aparținea și Bucovina) fiind în alertă. Din acest motiv „Comitetul central pentru serbarea de la mormântul lui Ștefan cel Mare, față cu situațiunea actuală critică, a decis amânarea festivității pe 15/27 august 1871”. La 20 iunie 1871, Comitetul de organizare a serbărilor de la Putna, întrunit la Viena, a inițiat un concurs pentru cel mai bun discurs festiv care se va ține, de către un student, la mormântul marelui voievod, cu prilejul serbării. Discursul trebuia să îndeplinească mai multe condiții: să nu fie prea lung, să fie scris într-un limbaj accesibil, să se refere în special la „rolul istoric național al lui Ștefan cel Mare” și „să nu facă aluziuni intenționate la împrejurările politice de azi”. O comisie formată din Vasile Alecsandri, Titu Maiorescu, Iacob Negruzzi și Vasile Pogor urma să decidă care era cel mai bun discurs. Concursul a fost câștigat de Alexandru D. Xenopol, pe atunci student la Berlin ca stipendiat al Societății „Junimea” din Iași. La 25 iulie, Xenopol îi scria lui Ioan Slavici că este de acord cu tipărirea discursului său festiv în broșură și că ar dori ca suma realizată din vânzarea acesteia să se adauge „la fondul pe care avem de gând a-l aduna pentru facerea unui monument lui Ștefan cel Mare”.
Reîntors în țară, Alexandru D. Xenopol a intrat în magistratură, fiind, în 1872, prim-procuror al Tribunalului din Iași. Este acceptat în asociația culturală Junimea, Titu Maiorescu cunoscându-l încă din timpul studenției. Iacob Negruzzi îl numea pe Xenopol „cel mai iubit și mai alintat copil al Junimii”.
În 1878, obține, prin concurs, Catedra de istorie a românilor la Universitatea din Iași, urmând ca din 1883 să renunțe la magistratură integrându-se total, având preocupări intelectuale multiple, ca profesor, cercetător, editor, istoric, în viața Universității din Iași.
În anul 1891 obține, tot prin concurs, și Catedra de istorie universală, la aceeași Universitate, devenind astfel unul dintre acei intelectuali de forță, capabili de a susține multiple cariere intelectuale.
În calitatea sa de istoric, filozof al istoriei, economist, literat, pedagog, jurist, sociolog, profesor, pedagog, Alexandru D. Xenopol a fost ales în 1893 membru titular al Academiei Române. Între 1898 - 1901 devine rector al Universității din Iași.
Între anii 1894 - 1903 și, respectiv 1906 - 1908, a editat revista „Arhiva”, care apărea la Iași.
Ca om de știință, cu deosebire pentru meritele sale excepționale în domeniul istoriei, începând cu anul 1900, Xenopol a devenit membru de onoare al Societății de Arheologie din Bruxelles, apoi a primit același titlu de la Societatea Academică din Cernăuți, în 1901, a fost ales membru al Institutului Internațional de Sociologie (1903) și, respectiv, membru titular al Academiei de Științe Morale și Politice din Paris (1914) și vicepreședinte al Societății de Sociologie din Paris (1916).
S-a aflat întotdeauna într-un fertil dialog cu învățații renumiți ai Europei, prin intermediul forurilor științifice istorice, care i-au acordat adeseori premii de excelență, alături de Academia Română.
Prima soție a lui Alexandru D. Xenopol a fost Elisa Gal, de care istoricul a  divorțat. A doua sa soție a fost Coralia Biberi, căsătorită Gatoschi (pseudonim literar Riria) (1867-1951), care după decesul savantului a dăruit biblioteca acestuia (aproximativ 2500 volume) Palatului Cultural din Arad.
A murit la 27 februarie 1920 în București, unde se mutase din anul 1915. În ultimii ani ai vieții a trăit în condiții materiale precare, fiind paralizat și afazic. În anii de ocupație germană 1917-1918  a fost evacuat la Iași. El și soția sa au apelat de mai multe ori la ajutorul autorităților, inclusiv pentru alimente. Parlamentul i-a aprobat acordarea unei pensii exact în ziua în care, după câteva ore, a decedat.
Dintre frații mai tineri ai istoricului, Filip a devenit un cunoscut arhitect, iar Nicolae Xenopol a fost politician și diplomat, a ocupat în 1912-1913 postul de ministru al industriei și comerțului în Guvernul Take Ionescu și a fost cel dintâi ambasador al României în Japonia. Lucreția Xenopol a fost profesoară de liceu și membră a Societății de Geografie, iar Adela Xenopol s-a distins ca femeie de cultură și militantă feministă.

## Opera

### O analiză a operelor lui Alexandru D. Xenopol
Încă din anii de început ai activității sale științifice, Alexandru D. Xenopol s-a remarcat prin analize istorice, cu valoare incontestabilă, publicate în revista Convorbiri literare. Dintre acestea se impune scrierea Teoria lui Rösler. Studiu asupra stăruinței românilor din Dacia Traiană, apărută în 1884 într-un format de 300 de pagini. Pe aceeași temă a publicat la Paris, în 1885, lucrarea O enigmă istorică. Românii în Evul Mediu. Sunt demonstrații veridice privind temeinicia, pe baza criticii moderne, a autohtoniei și continuității românilor în spațiul românesc tradițional, carpato-danubiano-pontic.

### Istoria Românilor din Dacia Traiană

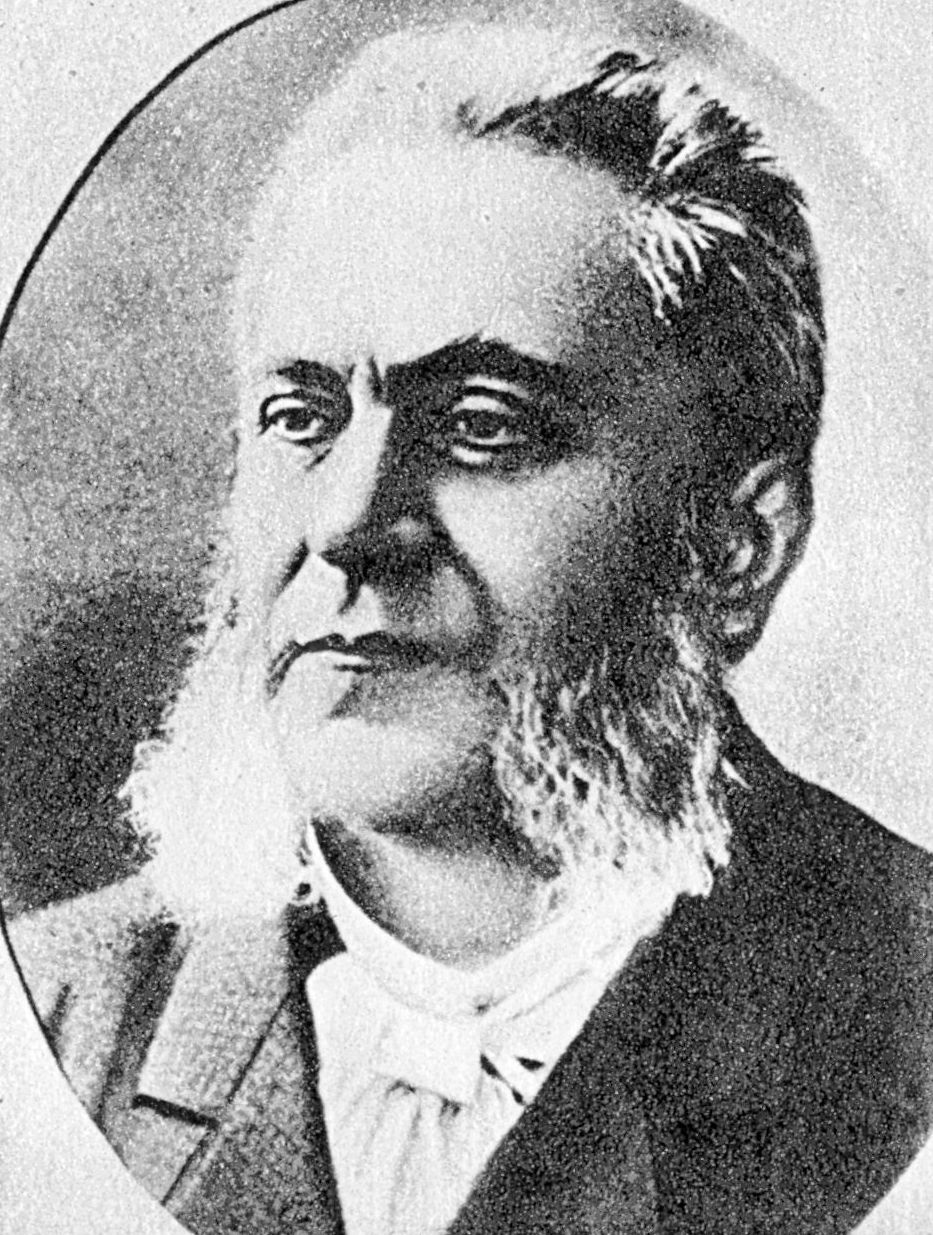
Alexandru D. Xenopol

În perioada 1888 - 1893, Alexandru D. Xenopol a tipărit la Iași opera sa fundamentală, Istoria Românilor din Dacia Traiană, având șase volume și totalizând aproape 4000 de pagini. Este prima prezentare sistematizată, analitică și complexă a istoriei românilor, din toate provinciile tradiționale, începând tratarea problematicii din cele mai vechi timpuri până la unirea din anul 1859. În scopul finalizării acestei sinteze, autorul a realizat cercetări îndelungate în arhive și biblioteci din țară ori din străinătate, publicând anticipat diverse studii referitoare mai ales la izvoarele și instituțiile istorice românești.
În elaborările sale surprinde structurile societății românești, dinamica evenimentelor, cauzalitatea și finalitatea acestora. De asemenea, prezintă aspecte fundamentale proprii vieții sociale, economice, politice, administrative, culturale și religioase, definitorii pentru români, urmărește evoluția activității umane, producțiile și bogățiile acestui spațiu geo-istoric, reliefează categoriile sociale, starea și evoluția țăranilor, meșteșugarilor, breslașilor, târgoveților, orășenilor sau a marilor proprietari funciari.
Un loc important se acordă structurilor instituționale, proprii statelor românești, cum au fost cele integrate activităților juridice, financiare, școlare, cutumiare, militare, intelectuale, și se fac referiri la știință, biserică, la politica internă și externă.
Abordând importanța teoriei în istorie, considerată ca una din principalele caracteristici ale acesteia, Alexandru D. Xenopol a insistat asupra perioadei când a apărut ideea unității naționale în conștiința poporului român. Pornind de la asemenea filozofie, prezintă, în esență, factorii favorabili ce au călăuzit unitatea genezei românești, traversând vremurile și ajungând la oportunitatea unității politice în timpul vieții sale.

### Direcțiile operei lui A. D. Xenopol
Opera lui Alexandru D. Xenopol, deși unitară ca sens, se structurează pe câteva secțiuni distincte.

#### Marile sinteze
Prima dintre acestea o constituie marile sinteze, în care pot fi cuprinse:
- Istoria românilor din Dacia Traiană, editată la Iași, între 1888 - 1893, având: volumul I, 623 de pagini, volumul II, 590 de pagini, volumul III, 680 de pagini, volumul IV, 663 de pagini, volumul V, 770 de pagini și volumul VI, 668 de pagini, la care sunt adăugate un număr de șapte hărți. Lucrarea a fost reeditată și completată, apărând cu același titlu (Istoria românilor din Dacia Traiană) în 1925, la Editura Cartea Românească București, în 14 volume, sub îngrijirea lui I. Vlădescu.
- Histoire des Roumains de la Dacie Trajane depuis les origines jusqu’a l’Union des Principautés en 1859, apărută la Paris în 1896, două volume, însumând 1132 de pagini și trei hărți, cu o prefață a intelectualului liberal Alfred Rambaud (1842 - 1905), cel ce a coordonat elaborarea lucrării Istoria generală din secolul IV până în zilele noastre, 12 volume, la care a colaborat inclusiv Alexandru D. Xenopol.

#### Filosofia istoriei
Cea de a doua secțiune a operei lui Alexandru D. Xenopol reprezintă subiectele ce abordează filozofia istoriei. Printre acestea se pot enumera:
- Studii economice, culegere de diferite texte pe teme economice tipărită la Iași în 1879.
- Les principes fondamentaux de l’histoire, lucrare apărută la Paris în 1899;
- Principiile fundamentale ale istoriei, volum editat la Iași în 1900 și
- La thėorie de l’histoire, lucrare publicată la Paris în 1908.

#### Scrieri istorice polemice și documentare
Secțiunea a treia din discursul istoriografic al lui Alexandru D. Xenopol are tentă polemică și documentară. Aici se pot încadra:
- Teoria lui Röesler. Studii asupra stăruinței românilor în Dacia Traiană, Iași, 1884, scrisă ca replică la lucrarea Romänische Studien, elaborată de istoricul german Robert Röesler (1840 - 1881), apărută la Viena în 1871;
- Une énigme historique. Les Roumains au moyen âge, Paris, 1885;
- Etudes historique sur le peuple roumain, Iassy, 1887;
- Românii și Austro-Ungaria, Iași, 1914, precum și numeroasele articole sau luări de poziție în reuniuni științifice naționale ori internaționale pe aceeași temă.

#### Scrieri pe tematică diversificată istoric
Există, de asemenea, cea de a patra secțiune a scrierilor lui Alexandru D. Xenopol, cuprinzând o tematică diversificată, referitoare, de exemplu, la domniile lui: Ștefan cel Mare (1871), Constantin Brâncoveanu și Dimitrie Cantemir (1886), Scarlat Callimachi (1897), Alexandru Ioan Cuza (1903) sau despre Nicolae Kretzulescu (1915); amplele referiri  la confruntările militare dintre ruși și turci, prezentându-se urmările acestora pentru Țările Române (1880); luptele politice interne între Drăculești și Dănești (1907) sau Istoria partidelor politice în România (1910).

#### Monografie de familie
Alexandru D. Xenopol a manifestat interes și pentru genealogie, elaborând monografia de familie intitulată Istoria și genealogia casei Callimachi, carte ce reprezintă prima monografie românească de familie. Cartea lui Xenopol a fost scrisă la solicitarea lui Alexandru Callimachi, proprietarul moșiei și al conacului de la Stâncești (jud. Botoșani). După ce stabilește originea familiei Callimachi, Xenopol consacră câte un capitol fiecăruia dintre domnitorii Moldovei din familia Callimachi: Ioan, Grigore, Alexandru și Scarlat Callimachi. Un capitol tratează despre mitropolitul Moldovei. În carte este prezentat și arborele genealogic al familiei Callimachi, despre care autorul scrie în Precuvântare: „Am urmat cu arborele genealogic, punând în dreptul fiecărui nume, un număr care se rapoartă (sic) la datele, mai mult sau mai puțin cunoscute asupra membrului respectiv”. Așadar, istoria acestei familii este încadrată în istoria Moldovei, cu atât mai mult cu cât familia Callimachi a fost îndeaproape implicată în istoria politică și culturală a Moldovei din veacurile XVIII-XIX.

## Filozofie istorică

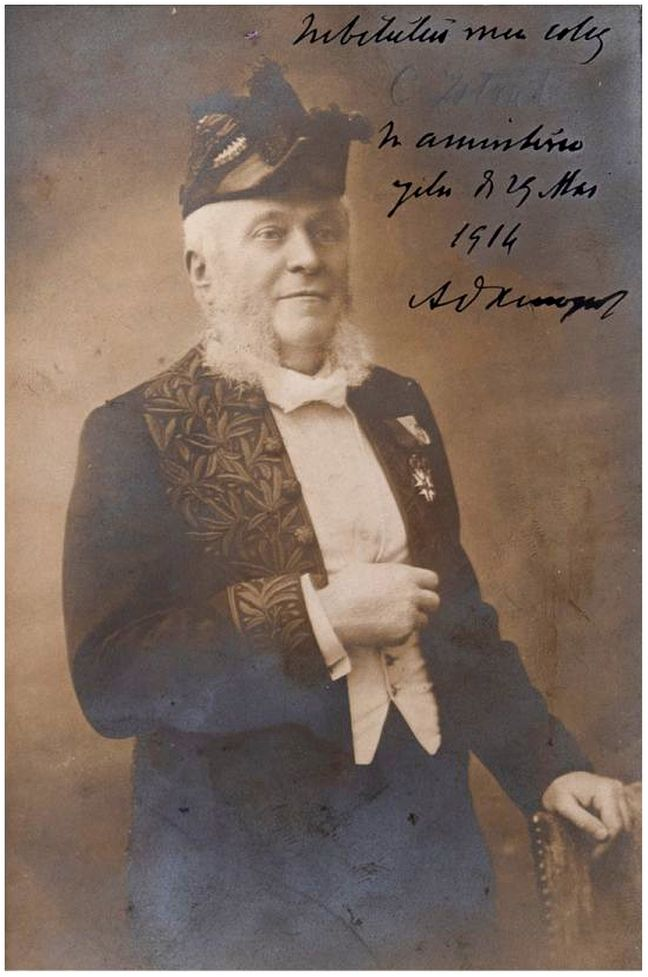
Alexandru D. Xenopol

Originală este teoria "scrierilor istorice", argumentată în lucrările amintite mai sus Les principes fondamentaux de l’histoire, publicată la Paris în 1899, și La thėorie de l’histoire, apărută tot în capitala Franței, în 1908. Apropiat conceptual de curentul german pe care Raymond Aron îl numește „filozofia critică a istoriei” (sau istorism), Xenopol a contribuit la cunoașterea în Franța  a principalilor protagoniști ai acestei concepții asupra istoriei: Wilhelm Dilthey, Georg Smell, Max Weber, Heinrich Rickert și Wilhelm Windelband.
Conform teoriei „scrierilor istorice”, faptele istorice decurg unele din altele și, prin legăturile cauzale dintre ele, se înlănțuie în "serii istorice", ceea ce constituie esența conținutului și derulării existenței umanității. Ca modalitate concretă, Alexandru D. Xenopol aduce în prim-plan evoluția poporului român cu domenii esențiale pentru o națiune: etnogeneza, stabilitatea, unitatea, instituționalitatea, demografia, economia, viața politică, științifică, religioasă și relațiile internaționale.
În elaborarea concepției sale asupra istoriei, Xenopol pleacă de la distincția dintre faptele coexistente, care se raportează la spațiu și faptele de succesiune, care se dezvoltă în timp, distincție pe care el o considera piatra unghiulară a teoriei sale. Faptele coexistente se repetă, fără a se schimba și constituie obiectul de studiu al științelor teoretice, iar faptele de succesiune se schimbă permanent, dar nu se repetă și ele dau specificul științelor istorice.
În cazul faptelor de coexistență, scurgerea timpului nu modifică fenomenele, în vreme ce în faptele de succesiune timpul intervine ca un element modificator esențial. Deși distincția amintită determină deosebirea dintre științele teoretice și cele istorice, între cele două genuri de fapte nu există, după Xenopol, un zid despărțitor. Faptele de coexistență repetându‑se, se pot transforma până la urmă în fapte de succesiune, precum revărsările reluate ale unui fluviu dau naștere în final deltei sale, care-i o nouă formațiune geologică și geografică.
Alexandru D. Xenopol socotește că științele istorice se referă și la fenomene materiale și la cele spirituale. Vorbind de istorie, el nu o consideră o știință particulară oarecare, precum fizica sau chimia sau psihologia, ci un mod de concepție a lumii, modul succesiv, în opoziție cu modul coexistent. Istoria se îndeletnicește astfel cu fenomenele care sunt ceea ce sunt prin cursul timpului și acestea se referă și la societate și la natură și la spirit și la lumea materială.

### Lucrări fundamentale
- 1888 - 1893—Publică monumentala lucrare Istoria românilor din Dacia Traiană, în 6 volume, prima istorie completă a românilor scrisă vreodată până la el.
- 1899 și, respectiv 1908 - Publică, de pe poziția de filosof al istoriei Les principes fondamentaux de l'histoire în 1899 și La théorie de l'histoire în 1908.

Aceste două lucrări, scrise și publicate în limba franceză i-au adus o faimă mondială de filosof al istoriei, recunoaștere universală și au cântărit decisiv în alegerea sa ca membru titular al Academiei de Științe Morale și Politice din Paris.

### Alte lucrări
- Cauzalitatea în succesiune
- Domnia lui Cuza Vodă
- Istoria partidelor politice din România
- L'Hypothèse dans l'histoire (publicată în franceză)
- Noțiunea valorii în istorie
- Principiile fundamentale ale istoriei
- Războaiele dintre ruși și turci și înrâurirea lor asupra Țărilor Române
- Sociologia e storia (publicată în italiană)
- Teoria lui Röesler. Studiu asupra stăruinței românilor din Dacia Traiană (1884)
- Zur Logik der Geschichte (publicată în germană)
- Une énigme historique. Les Roumains au Moyen Age (publicată în franceză, Paris, 1885)

## Ecoul operei lui Xenopol în Europa
Asiduitatea și profunzimea analizei lui Alexandru D. Xenopol în explicarea evenimentele istorice, investigând noi modalități care să structureze istoria și filozofia istoriei, îl plasează printre cei mai importanți gânditori europeni ai perioadei respective.
Lucrarea Les principes fondamentaux de l’histoire s‑a bucurat de o călduroasă primire în multe țări europene unde erau în curs acute dezbateri a problematicilor de filosofie a istoriei. Neokantienii Rickert și Windelband vedeau în filosofia istoriei un teren de revigorare a filosofiei în genere, iar Dilthey considera și el că întemeierea rațiunii istorice este o cale de rezolvare a crizei în care intrase filosofia.
În raport cu alți filosofi ai istoriei din acea vreme, Xenopol avea marele avantaj că opera sa în acest domeniu venea din partea unui mare și recunoscut istoric pe plan național, dar și internațional, cunoscut în Europa prin traducerile scrierilor sale istorice, ca și prin studiile publicate în reviste străine de specialitate. Așa se explică și ecoul lucrării lui Xenopol de teoria istoriei, precum și prestigiul statornic de care s‑a bucurat de atunci încoace savantul român.

## Rolul lui Alexandru D. Xenopol în epocă și în istoria României
- Alexandru D. Xenopol a avut meritul absolut unic de a scrie prima sinteză sau istorie completă a poporului român, Istoria românilor din Dacia Traiană, și de a o face larg cunoscută întregii lumi, deziderat formulat anterior cu extremă claritate atât de Mihail Kogălniceanu cât și de Nicolae Bălcescu, încă de pe vremea când aceste idei erau parte esențială a programului viitoarei revoluții de la 1848.
- În plan educațional, ca profesor universitar, și ca titular simultan al catedrei de istorie a românilor, respectiv al celei de istorie universală, Alexandru Xenopol a contribuit la educarea și modelarea a multor generații de profesori de istorie și istorici români.
- Simultan cu obligațiile didactice a desfășurat și o susținută și bogată activitate științifică, atât ca autor, publicând numeroase lucrări și studii în presa științifică a vremii, cât și ca editor, redactor și director al Revistei "Arhiva", apărută la Iași.
- Xenopol a fost unul din cei mai aprigi susținători ai înlăturării înapoierii economice și culturale a României, militând pentru continuarea dezvoltării învățământului la toate nivelele, începută atât de dinamic în timpul domniei lui Alexandru Ioan Cuza (1859 - 1866).
- De asemenea, în toate studiile sale economice, Alexandru D. Xenopol preconiza crearea unei puternice și diversificate industrii naționale, începută, de asemenea în timpul domniei lui Alexandru Ioan Cuza. Ambele direcții, învățământul și industria, le vedea ca făcând parte din drumul spre realizarea unei independențe nu doar politice, ci și a uneia economice. Ca atare, marele istoric Alexandru D. Xenopol opunea concepțiilor liber schimbiste oficiale concepția protecționismului economic intern menit să asigure crearea unei industrii românești puternice care să permită, la rândul ei, dezvoltarea celorlalte compartimente ale economiei naționale: comerțul, finanțele, agricultura, etc.
- Pe plan internațional, remarcabilul om de cultură român a adus contribuții dintre cele mai importante la filosofia istoriei, așa după cum o dovedește lista de lucrări publicate atât în limba franceză cât și în limba germană și limba italiană, limbi pe care le stăpânea la nivelul unui vorbitor nativ elevat.
- Prin întreaga sa activitate creatoare ca autor, eseist, filosof al istoriei, istoric, pedagog, sociolog și scriitor, Alexandru D. Xenopol a evidențiat cu pregnanță rolul său cel mai meritoriu în cultura română, prin faptul că a fost primul intelectual român de orientare universală care, utilizând principii metodologice moderne, a scos istoria din tiparele sale tradiționale și tradiționaliste, împletind-o strâns într-o documentație amplă, într-o viziune critică de ansamblu care să prezinte realist multitudinea formelor de manifestare a vieții sociale a oamenilor - economică, socială, politică, culturală, ideologică etc.

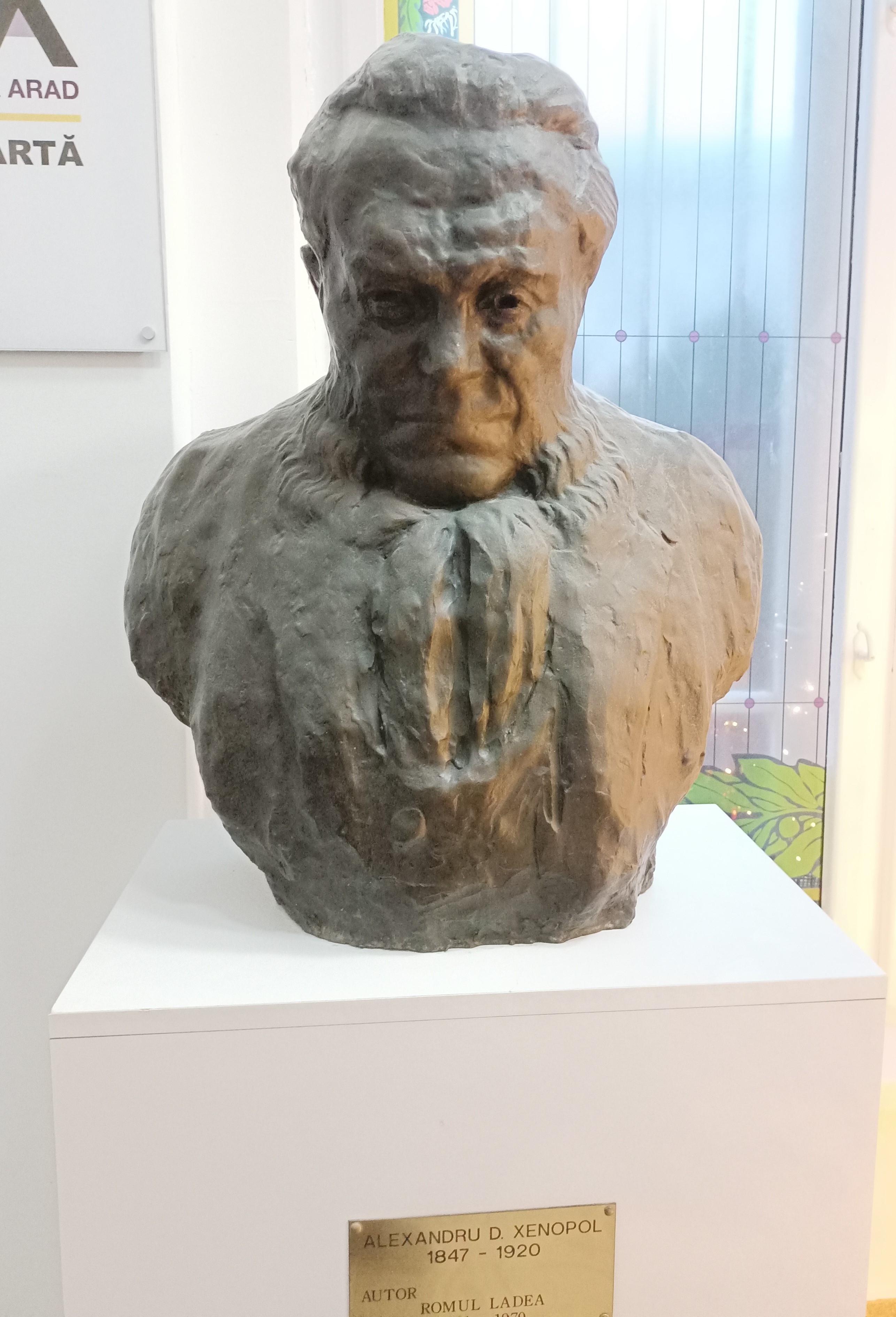
Bustul lui A. D. Xenopol sculptat de Romul Ladea

## Cinstirea memoriei
Un prestigios premiu acordat anual de Academia Română pentru cea mai bună cercetare de istorie modernă și contemporană poartă numele renumitului savant. De asemenea, numele său a fost dat și unui institut de cercetare al Academiei Române (Filiala Iași): „Institutul de Istorie A. D. Xenopol”.
În București există Colegiul Economic „A. D. Xenopol”.
Biblioteca județeană din Arad se numește „Alexandru D.  Xenopol”.
Sunt străzi care îi poartă numele în mai multe orașe din România: București (sectorul 1), Cluj, Iași, Lugoj, Oradea, Pitești, Sibiu, Timișoara, Arad.
În incinta Universității din Iași se află un bust al lui Alexandru D. Xenopol, operă a sculptorului Richard Hette. Un alt bust al lui Alexandru D. Xenopol, operă a sculptorului Romul Ladea, se află în incinta Bibliotecii Județene „Alexandru D. Xenopol” din Arad. De asemenea, lângă Palatul Cultural din Arad se află un bust al lui Alexandru D. Xenopol, realizat de artistul Gheorghe Groza.